# Chiesa della Madonna delle Querce
La chiesa della Madonna delle Querce (o, più propriamente, chiesa del Nome di Maria) è un edificio sacro che si trova nella località omonima a Castiglione d'Orcia.

## Storia e descrizione
Fu eretta intorno al 1676 nel luogo del ritrovamento di una miracolosa immagine in gesso della Vergine, posta sotto una quercia in seguito alle numerose grazie ricevute. Ha i caratteri di una cappella rurale con il portale affiancato da due finestre con grata. Vi si svolge una festa liturgica la seconda domenica di settembre.